# Oxia Palus (albedo)
Oxia Palus és una característica d'albedo a la superfície de Mart, localitzada amb el sistema de coordenades planetocèntriques a 7.91 ° latitud N i 342 ° longitud E. El nom va ser aprovat per la UAI l'any 1958 i fa referència a Oxia, llac o pantà format pel riu Oxus, corresponent a l'actual mar d'Aral.